# Paging Mr. Proust
Paging Mr. Proust is het achtste studioalbum van de Amerikaanse countryrock band The Jayhawks. De band is opgericht in 1985 en heeft het eerste gelijknamige album uitgebracht in 1986. In de daarop volgende jaren hebben er diverse bezettingswijzigingen plaatsgevonden. De meest succesvolle albums zijn Hollywood Town Hall (1992) en Tomorrow the Green Grass (1995).

## Muziek
The Jayhawks spelen vooral melodieuze pop en rock met harmonieuze zang. Hun muziek is een mengeling van alternatieve countryrock en gitaarrock. Countryrock werd onder meer bekend door The Byrds, Crosby, Stills, Nash & Young en Poco en later in een moderner jasje gestoken door o.a. Drive-by Truckers,  Wilco en My Morning Jacket. Alle nummers zijn geschreven door zanger/gitarist Gary Louris, behalve als het anders staat aangegeven.
Op dit album staat een aantal rustige, melancholische nummers (zoals de openingstrack Quiet corners & empty spaces en Lovers of the sun) die worden afgewisseld met wat steviger muziek (o.a. Lost in the summer, Pretty rose in your hair en The dust of long-dead stars. Ace heeft veel experimentele en psychedelische elementen.

### Tracklijst
1. Quiet corners & empty spaces – 3:06
2. Lost the summer (Gary Louris, Tim O'Reagan, Marc Perlman, Karen Grotberg) – 3:31
3. Lovers of the sun – 3:15
4. Pretty roses in your hair – 4:20
5. Leaving the monsters behind (Louris, O'Reagan, Perlman, Grotberg) – 3:47
6. Isabel's daughter – 3:26
7. Ace – 5:36
8. The devil is in her eyes – 3:36
9. Comeback kids – 4:00
10. The dust of long-dead stars (Louris, O'Reagan, Perlman, Grotberg) – 3:37
11. Lies in black & white – 3:35
12. I'll be your key – 3:48

## Muzikanten
Bij de opnames van dit album bestond the Jayhawks uit :
- Gary Louris –zang, gitaar, synthesizer
- Marc Perlman – bas
- Tim O'Reagan – drums, percussie, achtergrond zang
- Karen Grotberg – keyboards, achtergrond zang

Gary Louris en Marc Perlman zijn de enige bandleden die vanaf het begin deel hebben uitgemaakt van de band. Voormalig bandlid Kraig Johnson (zang en gitaar) heeft meegewerkt aan dit album. Mike Mills (basgitarist en zanger van de band R.E.M.) zingt mee op het nummer Leaving the monsters behind.

## Album
Dit album is geproduceerd door Gary Louris, samen met Peter Buck (gitarist van R. E. M. ) en Tucker Martine (o.a. producer van My Morning Jacket en The Decemberists). Het is uitgebracht in april 2016 en zowel op vinyl (LP) als op CD verschenen.
Het album haalde # 75 in de Amerikaanse albumlijst Billboard 200 en #51 in de Britse charts. In de Nederlandse album Top 100 bereikte dit album # 51. De site AllMusic waardeerde dit album met drie en een halve ster (maximaal vijf). Op de site van Discogs is de discografie van dit album te raadplegen. Zie bronnen en referenties.